# Fruit Tree
Albums de Nick Drake
Pink Moon
(1972) Heaven in a Wild Flower
(1986)
Fruit Tree est un coffret de Nick Drake paru en 1979.

## Histoire
La première version du coffret, éditée par Island en 1979, comprend trois 33 tours qui correspondent aux trois albums studios de Nick Drake : Five Leaves Left, Bryter Layter et Pink Moon. Le dernier comprend quatre titres supplémentaires provenant de la dernière session d'enregistrement de Drake, en 1974 : Black Eyed Dog, Hanging on a Star, Rider on the Wheel et Voice from the Mountain. À sa sortie, ce coffret marque la réapparition de Nick Drake dans les magasins de disques, car ses albums étaient alors épuisés depuis plusieurs années.
Fruit Tree est réédité aux formats vinyle et CD par Hannibal Records (en) en 1986. Cette deuxième version du coffret comprend quatre disques : les trois albums de Nick Drake et la compilation Time of No Reply, également éditée séparément par Hannibal la même année. Les quatre chansons de 1974 figurant à la fin de cette compilation, ils sont retirés du troisième disque.
Une troisième version de Fruit Tree est éditée par Island en 2007. Elle se compose des trois albums de Drake et du DVD du documentaire A Skin Too Few.